# Прибайкальский народный университет
Областной народный университет Прибайкальской области ДВР (Прибайкальский Народный Университет) — общеобразовательное общественное просветительное учреждение, работавшее в городе Верхнеудинск во время существования ДВР.

## История
Университет создан кооперативными и общественными организациями Верхнеудинска. Идея создания университета в Верхнеудинске возникла после открытия в 1918 году Иркутского университета. Из-за тяжелого материального положения вместо университета была создана школа для взрослых, которая с перерывами существовала в 1918 и 1919 годах.
18 января 1920 года на заседании Неторгового Отдела Прибайкальского союзa Кооперативов был поставлен вопрос создании университета взамен закрывшейся вечерней школы для взрослых. Предполагалось создание или Высшей Крестьянской школы или Народного Университета. Hа совместном заседании культурно-просветительских отделов «Прибайкалсоюза», «Экономии» и «Кредитсоюза» было принято решение об открытии Университета. Весной 1920 года была создана инициативная комиссия, в которую входили представители кооперативных и общественных организаций, а также педагоги школ.
2 июня 1920 года была прочитана первая лекция, а затем лекции по разнообразным вопросам читались ежедневно в помещении бывшей 1-й Верхнеудинской женской гимназии. Проводились экскурсии, музыкальные вечера, художественные чтения.
До осени 1920 года создавалось «Общество Прибайкальский Народный Университет», регистрировался устав, проводилась другая организационная работа. 31 октября 1920 года состоялось торжественное открытие Прибайальского Народного Университета. 1 ноября начались занятия.
В 1920—1921 учебном году преподавание велось на двух факультетах: общеобразовательным и гуманитарном с двумя отделениями — общественно-юридическом и словесно-историческим.
В 1920—1921 году на общеобразовательном факультете читались следующие предметы: грамматика русского языка, история русской литературы, психология, история (русская), обществоведение, физика, химия, естествоведение и астрономия.
К общеобразовательному факультету относились и курсы иностранных языков — французского, немецкого и английского. На общеобразовательном факультете давались знания в рамках школы второй ступени (средняя школа).
Гуманитарный факультет возник в средине ноября 1920 года из бывших до возникновения университета цикловых лекций. Гуманитарный факультет предназначался для студентов, окончивших среднюю школу.
В 1920—1921 учебном году на юридическом отделении гуманитарного факультета читалось: государственное право, уголовное право, финансовое право, политическая экономия, общая теория права и уголовный процесс.
На словесно-историческом отделении — история Западной Европы, история сибирской общественности, научная грамматика русского языка.
В 1920—1921 учебном году был проведён ряд отдельных курсов — медицинской грамоты, мыловарения с практическими занятиями и курсы пчеловодства.
В феврале 1921 года при Прибайкальском Народном Университете, по инициативе и на средства Прибайкалсоюза, была открыта кафедра Прибайкальеведения. Кафедра исследовала архивы Бурятии, издавала собственные «Известия», писала статьи для журнала «Прибайкальский край». С сентября 1921 года, по поручению Министерства Народного Просвещения ДВР, кафедра исследовала и охраняла архивы Прибайкалья.
В июне 1921 года Правление и лектора Народного Университета занимались организацией выставки по Прибайкальеведению. По итогам выставки, Прибайкальское областное  Народное Собрание и местные кооперативы приняли решение о создании краевого музея.
Летом 1921 года преподаватели университета читали эпизодические лекции по разным отраслям научных знаний — истории культуры, истории философии, истории новейшей русской литературы, истории иностранной литературы, политической экономии, естествоведению. физике, химии, медицине, по истории профессионального движения и по Прибайкальеведению. При университете был создан учебно-показательный огород.
Летом 1921 года при Народном Университете был создан художественный народный театр. Спектакли ставились в зрительном зале Народного Университета, как местными, так и приезжими (из Иркутской государственной оперы) артистами. Кроме того, 9 спектаклей было поставлено в районах: 1 в Вахмистрово, 5 в Петровском Заводе и 3 на станции Онохой.
В 1921—1922 учебном году при университете работали: общеобразовательный факультет, гуманитарный факультет, физико-математический факультет, курсы иностранных языков (французского, немецкого и латинского) и кафедра Прибайкальеведения. 
4 сентября 1921 года открылось отделения Прибайкальского Народного Университета в Троицкосавске. 
В университет принимались лица обоего пола не моложе 16 лет, без вступительных экзаменов, выбор специальности и предметов свободный. Обучение в университете было бесплатным. На 1 января 1920 года в университете было 515 студентов и 408 студентов на 12 ноября 1921 года. Деятельность университета финансировали верхнеудинские кооперативные организации «Прибайкалсоюз» и «Экономия», Областным отделом народного образования.
Университет закрылся в ноябре 1922 года в связи с ликвидацией ДВР.

## Известные сотрудники
- Гирченко, Владимир Петрович — заведующий кафедрой Прибайкальеведения.

## Адреса в Улан-Удэ
- Ул. Сухэ-Батора, 16 — здание, в котором располагался Прибайкальский Народный Университет. Памятник истории.